# Ваакірхен
Ваакірхен (нім. Waakirchen) — громада в Німеччині, знаходиться в землі Баварія. Підпорядковується адміністративному округу Верхня Баварія. Входить до складу району Місбах.
Площа — 42,31 км2. Населення становить 5839 ос. (станом на 31 грудня 2020).